# Believe in Me
A Believe in Me Bonnie Tyler első kislemeze a 2013-as Rocks and Honey című albumáról. Műfaját tekintve egy közepesen tempós, country-rock stílusú dal. Szerzője Desmond Child, Lauren Christy és Christopher Braide. A felvételek 2012 februárjában készültek a Tennessee állambeli Nashville-ben.
2013. március 7-én a BBC bejelentette, hogy Bonnie Tyler ezzel a dallal képviseli az Egyesült Királyságot a 2013-as Eurovíziós Dalfesztiválon Malmőben a május 18-i döntőben.
A következő brit induló Molly Smitten-Downes Children of the Universe című dala volt a 2014-es Eurovíziós Dalfesztiválon.
Két évtized után ez Bonnie Tyler első új dala, amely felkerült a brit toplistára. Legutóbb 1995-ben a 45. helyig sikerült jutnia a Making Love out of Nothing at All című dalával. A Believe in Me a kislemezlistán a 86., míg a független TOP40 listán a 10. helyig jutott és 11 hétig szerepelt a listán. Lengyelországban a Radio Złote Przeboje játszási toplista első helyét vezette tíz héten keresztül. A dal CD single formátumban a ZYX Music kiadó gondozásában Európában, míg az Egyesült Királyságban digitális formátumban a Celtic Swan Recording kiadásában jelent meg.
2013. május 13-án a Believe in Me bekerült a SingStar karaoke áruház kínálatába, ahol addig csak a Total Eclipse of the Heart című slágere szerepelt, és aminek letöltési teljesítményéért bekerült a Guinness Rekordok Könyvébe.
A dal vegyes értékelést kapott a kritikusoktól. Bár a versenyen a középmezőnyben végzett, az Eurovíziós Dalfesztivál rádiós közönségdíjára (ESC Radio Awards) két kategóriában jelölték és mindkettőt meg is nyerte. Ezzel a díj történetében Bonnie Tyler az első brit eurovíziós előadó, aki megkapta ezt az elismerést a „legjobb dal” és a „legjobb női előadó” kategóriában.

## A dal története
Bonnie Tyler, amikor férjével és menedzserével Matt Davisszel együtt Nashville-ben járt, hogy az új albumra keressenek dalokat, találkozott David Huff producerrel, aki elkérte tőle Desmond Child telefonszámát. Bonnie azt válaszolta, hogy csak a floridai telefonszáma volt meg. David elmondta az énekesnőnek, hogy Desmond jelenleg Nashville-ben él családjával, de az énekesnő ezt nem akarta elhinni. Huff azonban felhívta telefonon a zeneszerző-producert és elújságolta neki, hogy Bonnie Tyler a városban van. Desmond Child rögtön meg is hívta őket vacsorára. Bonnie így nyilatkozott az ominózus vacsoráról: „Elmentünk Desmond házához, hatalmas vacsora volt. Volt ott egy másik srác is, én nem ismertem, de a többiek igen. A Pink Floyd producere volt. Ez volt az a bizonyos vacsora. Tehát a vacsora közben megkérdeztem Desmondot, hogy lenne e dala számomra. Másnapra már a Blackbird Stúdióban voltunk, ez egy nagyon jó nevű stúdió, sok híres énekes megfordult már ott az évek során. Ahogy hallgattam a dalokat, nagyon megtetszett a Believe in Me. Desmond azt mondta igen, ez jó dal, de még nincs befejezve, hiányzott a második verse rész majd hozzátette: »na mi a helyzet, jössz holnap este újra vacsorára és akkor befejezzük?« És be is fejeztük.”
A dal társszerzői Lauren Christy és Christopher Braide amerikai énekes, szövegíró és producer, többek között Christina Aguilera, David Guetta, Boyzone, Robbie Williams és Kylie Minogue albumaira is írt dalokat.
Később Desmond Child a WalesOnline-nak arról számolt be, hogy Bonnie Tylerrel szeret a leginkább dolgozni. Hozzátette, még sosem látott Bonnie kezében szöveget, kottát, amikor felénekelte a dalait. Nagyon jól memorizálja a szöveget. Child arról is beszélt, hogy egy felemelő dalt akart írni, és nagyon izgatott, hogy az ő dalával indul Bonnie az Eurovízión. A zeneszerző-producer szerint ez egy valóra vált álom, és teljes mértékben elégedett, és hisz Bonnie sikerében.
Bonnie Tyler a rádióverziót először nyilvánosan a Rock Meets Classic turné első állomásán énekelte el élőben Berlinben, 2013. február 18-án. Azóta a turné minden állomásán elhangzott a cseh Bohemian Symphonic Orchestra Prague és a Matt Sinner Band kíséretében.
A ZYX Music a Rocks and Honey album megjelenése előtt egy héttel módosította a lemez dalainak listáját. Kezdetben csak a Believe in Me albumverziót szánták a lemezre, azonban utólag, 14.-ként a dal rövidebb, rádióváltozata is felkerült a korongra.
Amikor Bonnie ott áll a stúdióban és énekel, lehunyja a szemét, és úgy érzem, egy szakrális tér veszi körbe.

## Videóklip
A dalhoz a BBC rendelésére videóklipet is forgattak az angliai East-Sussex tengerpartján, amely először a BBC weboldalán jelent meg március 6-án. A videó egy részében Bonnie egy hangulatos kis házban énekel, majd kimegy a tengerpartra és ott folytatja az éneklést. Bonnie egy rádióinterjúban elmondta, hogy nem szereti a klipforgatásokat, ezt pedig különösen nem élvezte, mert nagyon hideg volt a tengerparton. Később a BBC feltöltött egy „Making of” videót is arról, hogyan készült a kisfilm. Az énekesnő így nyilatkozott a klipforgatásról: „A forgatás nem Wales-ben volt, hanem East Sussexben, London távolabbi részén. Tulajdonképpen ez volt a legkönnyebb klip, ami valaha is készült. Nem vagyok a videóklipek szerelmese. Nem szeretem a klipforgatást és a fotózásokat sem, és ez sem volt nagyon élvezetes.”
A videó a német Oljo Charts három, videóklipeket rangsoroló toplistáján is szerepelt. A Neue Hits listán a 37., a Love Songs listán a 41., míg a Hits aus Europa listán a 48. legnépszerűbb klip volt.

## Fogadtatása
A dal meglehetősen vegyes kritikákat kapott a zenekritikusoktól. A UKMIX szerint Nagy-Britannia évről évre bukdácsol a Dalfesztiválon, többek között az unalmas kiválasztási folyamatok miatt is. Az utóbbi években azonban jól bevált nevekkel próbáltak nyerni, most a nyolcvanas évek toplistás énekesnőjével, Bonnie Tylerrel. A UKMIX kritikusa szerint Bonnie dala nem a legjobb választás az Eurovízióra, és könnyen lehet, hogy ugyanarra a sorsra jut, mint a 2012-es induló, Engelbert Humperdinck. Ennek ellenére az ötből négy csillagot kapott.
Az Eurovíziós Dalfesztivál hivatalos közösségi weboldalának kritikája szerint Bonnie hangja egyre jobb az 1983-as slágere óta, és az, hogy ő képviseli az Egyesült Királyságot, akár az idősebb korosztályt is vonzhatja. A dal nem rossz, de lehetne jobb is, ám ennél is fontosabb, hogy egy ilyen különleges hangú énekesnő énekli. Az ESCFamily sok sikert kívánt Bonnie Tylernek. A 10 pontból 8-at kapott maga az énekesnő, a dal és az előadásmód is. Az első benyomásra adható tíz pontból hetet kapott. Így összességében 7,75 pontot kapott a tízből.
A brit Daily Mirror szerint ahhoz, hogy 1997 után újra az Egyesült Királyság nyerjen, Bonnie Tyler előnyben van az ismertsége miatt, többek között a német nyelvterületű országokban, Norvégiában és Franciaországban is, ahol 2003-ban elsöprő sikert aratott. Bonnie szívből énekel és még mindig jó formában van. Az értékelő szerint a dal szép, de egy kicsit szürke. Ez a dal nem vicces, mint a Buck Fizz nótája, nem olyan fülbemászó, mint az Euphoria, nem olyan nevetséges, mint a hard rock együttes Lordi, így valami látványos előadásra van szüksége ahhoz, hogy emlékezzenek rá a szavazás órájában.
A Digital Spy úgy vélte, bár Bonnie mindent megtesz a győzelemért, mégis inkább a 8 év után megjelent új albumát népszerűsítette. A Believe in Me ellentéte a nagy durranásokkal tarkított 2013-as eurovíziós mezőnynek.
Az amerikai Samuel Gould, a Music Reviews weboldal kritikusa szerint a Believe in Me valójában egy nagyon jól megírt ballada. Bonnie jellegzetes hangja tökéletesen alkalmazkodik a lágy basszusokhoz és az akusztikus gitárhoz. A dal egy tipikus vers-kórus-vers-refrén alapra épült, amit egy átkötés tör meg. A kritikus szerint a kórus nagy szenvedéllyel énekel a háttérben. Azonban Bonnie és csapata az Eurovíziós Dalfesztiválon kicsit szétszórtnak tűnt, ezért az ötből három csillaggal értékelték.
Az ESC Reviews kritikájában arra teszi a hangsúlyt, hogy hiába Bonnie Tyler a legnagyobb név a 2013-as dalfesztiválon, ez még nem garancia a sikerre, hiszen az elmúlt évtizedekben sokat változott az Eurovízió közönsége. A dal szerintük teljesen átlagos, se nem több, se nem kevesebb.
A brit The Guardian online felmérést készített, hogy Bonnie Tyler vajon esélyes-e a győzelemre a Believe in Me című dallal. A voksolás alapján 46% gondolta úgy, hogy Bonnie esélyes a győzelemre, míg 54% ennek ellenkezőjére szavazott.

## Eurovíziós kvalifikáció
A BBC 2013. március 7-én jelentette be, hogy 2013-ban az Egyesült Királyságot az 58. Eurovíziós Dalfesztiválon Bonnie Tyler fogja képviselni Believe in Me című új dalával. Katie Taylor, a BBC szórakoztatásért felelős koordinátora szerint Bonnie Tyler egy globális szupersztár, fantasztikus hanggal, és a BBC örül, hogy Bonnie viheti a brit zászlót Malmőbe, ahol valószínűleg 120 millió ember előtt énekel majd.
Bonnie Tylerrel a BBC készített telefoninterjút, amikor az énekesnő egy németországi benzinkúton volt, és elmondta, fantasztikus lehetőséget kapott azzal, hogy a BBC az ő dalát választotta, továbbá így nyilatkozott: „Nem mondom, hogy nyerni fogok, de a legjobbat hozom ki magamból a hazám számára.”
Bonnie a brit The Sun magazinnak adott interjúban így nyilatkozott az Eurovíziós szerepléséről: „Először 1983-ban kért fel a BBC, hogy képviseljem az Egyesült Királyságot, de akkoriban Amerikában voltam, mert a lemezem négy hétig vezette a Billboard lista első helyét, így nem jó időszakban jött a felkérés. De ez a mostani, tökéletes alkalom. A BBC meghallgatta a Believe in Me-t, és hihetetlen lehetőséget látnak a dalban. Nem számítottam ilyen reakcióra.”
A 2012-ben az Egyesült Királyságot képviselő Engelbert Humperdinck nyílt levélben kívánt sok sikert Bonnie Tylernek az Eurovíziós szerepléséhez. A veterán énekes 2012-ben az utolsó előtti helyen végzett, összesen 12 ponttal. Engelbert a levél utóiratában csak ennyit írt: „You can do it Bonnie!” vagyis „Meg tudod csinálni Bonnie!” 

## Promóció
A dalt Németországban aktív reklámkampánnyal népszerűsítették, országos rádiós promóció, szórólapok, találkozók és dedikálások segítségével.
Németországi promóciós körútját Bonnie Tyler 2013. április 17-én kezdte, hogy bemutassa a Believe in Me című dalt. Az énekesnő számított német rajongóinak szavazataira a Dalfesztivál döntőjén. Az első állomás Hessen volt, ahol a HR1 Rádió stúdiójába látogatott, interjút adott az egyik műsorban és dedikálta az új albumát. Április 18-án Hamburgban járt, és az NDR Televíziónak és rádiónak nyilatkozott, miközben a helyi halsütőnél ebédelt. Április 19-én Bonnie a kölni katedrálisnál dedikálta új albumát, majd délután már Burgban volt, és az MDR Televízió Inka Bause Live című műsorában lépett fel, és előadta a Believe in Me-t. Az énekesnő ezt követően Berlinben a Madam Tussauds panoptikumban járt, ahol fotósok és operatőrök serege várta. Az énekesnő ugyanis az ABBA együttes tagjait ábrázoló viaszszobrokat leplezte le, majd interjút adott.
Április 22-én Bonnie egész nap interjút adott egy londoni szállodában az esckaz, a Mail Online, az Entertainment Focus a The Sun és a Digital Spy riportereinek. A német ZDF Televízió Leute Heute című műsorában bemutatták azt a riportfilmet, amelyet Bonnie-val készítettek wales-i otthonában.
2013. április 28-án Bonnie Tyler Londonban, a BBC Radio 2 délutáni műsorában Terry Wogannak adott interjút. A stúdióban Bonnie-n kívül gitárosa, Matt Prior és a Dalfesztiválon fellépő csapat is jelen volt. Az énekesnő akusztikus verzióban adta elő az It's a Heartache és a Believe in Me cím dalait. Április 29-én Belgiumban a VRT Televízió Café Corsari című műsorában adott interjút és elénekelte a versenydalát. Május 3-án Bonnie a BBC The Graham Norton Showban élőben énekelte el a Believe in Me-t.

## A dalfesztiválon
Bonnie Tyler első próbája a Malmö Arénában május 12-én volt, majd május 15-én már a fellépő ruhájában próbált. Május 17-én a zsűri előtt adta elő a dalát, míg május 18-án a döntőben lépett fel. A Malmőben felállított eurovíziós falu (Eurovision Village) színpadán május 15-én lépett fel, többek között Ryan Dolan, Roberto Bellarosa és Cascada mellett, szintén nagy közönségovációval.

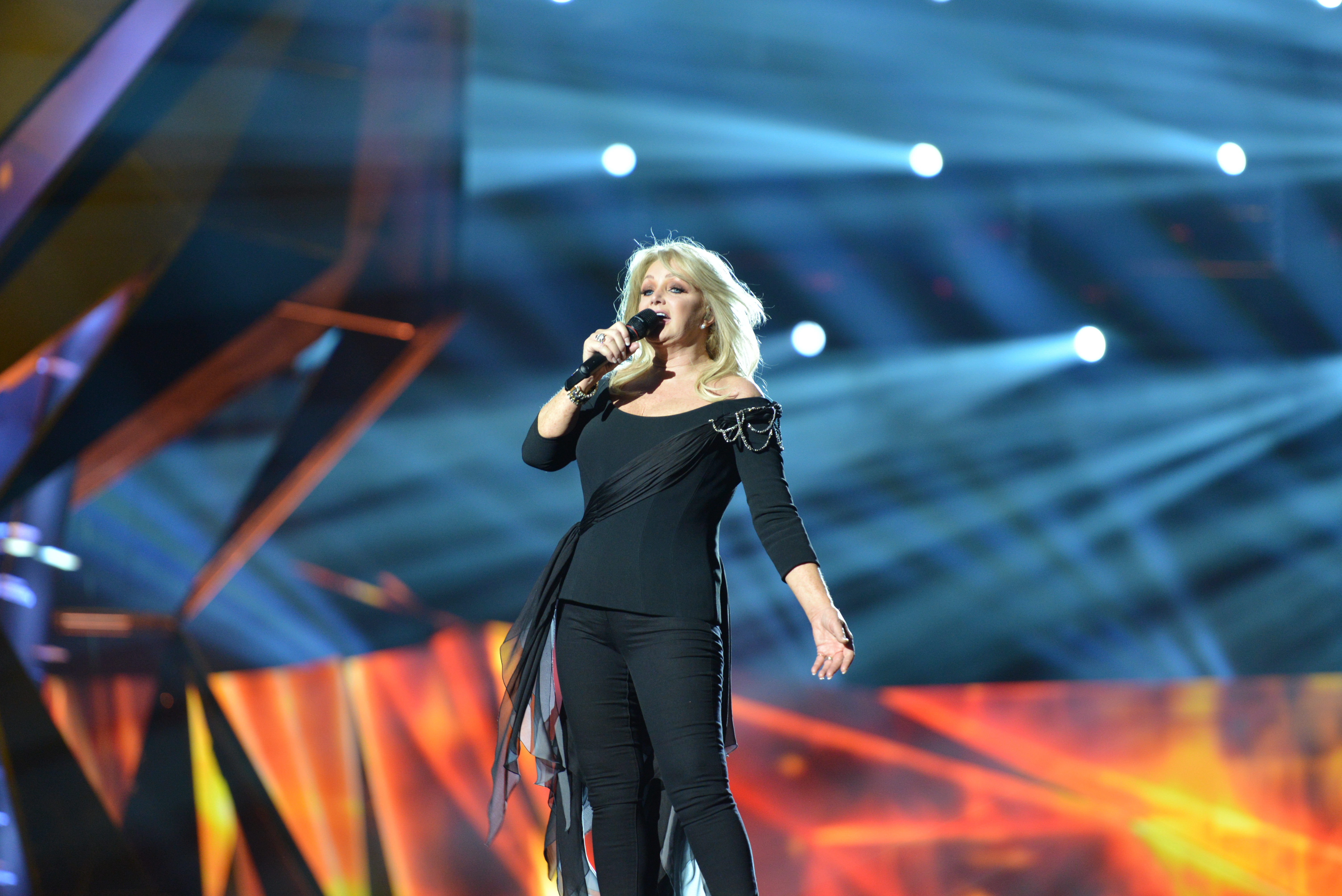
Bonnie Tyler az Eurovíziós Dalverseny második próbáján, 2013. május 15-én

Bonnie Tyler ESC Team-jének tagjai Anthony Goldsbrough (gitár és háttérvokál), Michael Gazzard (gitár és háttérvokál), Hayley Sanderson (gitár és háttérvokál) Kristen Cummings (billentyűk és háttérvokál) és Grant Mugent-Kershaw (dobok) voltak. A produkció nem volt túl bonyolult. Az énekesnő a dal első harmadában a mikrofon mögött állva énekelt, a második harmadában bejárta a színpadot, míg a végén a körszínpad felemelkedett vele a magasba.
A Believe in Me az alábbi országokból kapott pontokat: Írország (7), Málta (5), Spanyolország (4), Románia (3), Svájc (2), Svédország (1) és Szlovénia (1), összesen 23 pontot.
Bonnie Tyler a próbákon, illetve a zsűris döntőn óriási ovációt kapott. A fellépőruháját és a kameramunkát is jónak vélték valamint nagy pillanatnak nevezték, amikor az énekesnő a magasba emelkedik a színpadról. Bonnie Tylert az 1. és a 7. hely közé várták a döntőn.
Az Eurovíziós Dalfesztivál fináléjában, azonban a 19. helyen végzett. A döntő után nem sokkal Franciaországba utazott az új albumát népszerűsíteni, és a Le Parisiennek arra a kérdésére, hogy szerinte manipulálták e a szavazatokat, így nyilatkozott: „Azt hiszem igen. A döntő után az oroszok panaszkodtak, hogy miért nem kaptak egy pontot sem a szomszédos Azerbajdzsántól, amiért fizettek. Fizettek? Elnézést! Ez egy verseny? … De már nem érdekel. Nagy Britannia 16 évvel ezelőtt nyert utoljára, de én sem vártam, hogy mi nyerjünk. Kár, hogy az emberek nem jönnek rá, hogy ez egy dalverseny, ahol a dalokra kell szavazni, nem pedig a szomszédokra.”
Az énekesnő a dalt a május 18-i döntőben énekelte utoljára. A 2013. márciusától májusáig tartó eurovíziós promóciós turnéján keretein belül a Believe in Me-t, többek között a Rock Meets Clasic turnén, az Inka Buse Live Showban, a német ZDF Fernsehgarten című reggeli műsorában, a brüsszeli VRT csatorna egyik zenei műsorában, illetve a BBC-n látható, The Graham Norton Showban valamint a BBC Rádióban hallható Terry Wogan Showban adta elő versenydalát.
Bonnie ezt követően a nyári fellépései során nem énekelte a dalt, még a június 29-i potsdami koncertjén sem, amikor átvette a két ESC Radio Awards díjat a legjobb dal és a legjobb énekesnő kategóriában. De még az augusztus végi Dél-afrikai koncert körútján és a 2014. január 31-i moszkvai koncertjén sem ugyanis az énekesnő szettjében, a Believe in Me nem szerepel.

## Kislemez

### Borító
A kislemezt CD formátumban csak a német ZYX Music adta ki, papírtokban, három dallal, 2013. március 15-én.
A lemez borítófotóját Andrew Hopkins, Bonnie unokaöccse készítette, míg a hátsó borítón szereplő fotó Katie Scott műve. A kép 2012 decemberében készült Londonban, az O2 Arénában, amikor Bonnie a Status Quo karácsonyi koncertjének vendégfellépője volt. A kislemez borítója a nagylemez borítójának témáján alapszik, ugyanúgy fekete-fehér képpel, illetve ugyanazt a betűtípust és színeket alkalmazva.

### Dalok
A kislemezre a dal rádió- vagy más fogalmazásban eurovíziós verziója került fel, továbbá az eredeti, közel négy perces albumverziója. A kislemez harmadik dala, a könnyed amerikai pop-rock stílusú Stubborn, amelyet Desmond Child mellett a svéd származású zeneszerző, szövegíró Peter Mansson írt, aki többek között a Blue együttesnek és Victoria Beckhamnek is írt dalt, továbbá több svéd pop- és rockegyüttessel is dolgozott együtt.
| # | Dalcím                          | Zeneszerző                                       | Hossz |
| - | ------------------------------- | ------------------------------------------------ | ----- |
| 1 | Believe in Me (Eurovision Edit) | Desmond Child Lauren Christy, Christopher Braide | 3:01  |
| 2 | Believe in Me (Album Version)   | Desmond Child Lauren Christy, Christopher Braide | 3:57  |
| 3 | Stubborn (Album Version)        | Desmond Child Keeley Hawkes, Peter Mansson       | 3:46  |

### iTunes változat
A digitális változatot a brit Celtic Swan Recordings (Warner Bros. UK) jelentette meg 2013. március 18-án MP3 formátumban és tette elérhetővé az iTunes-ön az Egyesült Királyságban és Írországban. A Celtic Swan promóciós céllal egy egydalos kislemezt is kiadott korlátozott példányszámban a brit médiaszolgáltatók, rádiók részére.
| # | Dalcím                          | Zeneszerző                                       | Hossz |
| - | ------------------------------- | ------------------------------------------------ | ----- |
| 1 | Believe in Me (Eurovision Edit) | Desmond Child Lauren Christy, Christopher Braide | 3:03  |

### Believe in Me – The Remixes
Hivatalos remix változatok, amelyek csak digitális formátumban jelentek meg az iTunes áruházban 2013. május 17-én. 2013. április 3-án a BBC One a saját weboldalán tette közzé a Believe in Me hivatalos remix verziójának rádiós változatát. A dalt a német DJ, zenei producer és üzletember Dirk Adamiak (Blutonium Boy) valamint Matty Menck német DJ és zenei producer készítette.
- Believe in Me (Blutonium Boy & Matty Menk Radio Mix) 4:38[53]
- Believe in Me (Blutonium Boy & Matty Menk Club Mix) 6:49[54]

## Díjak
2006-tól minden évben megszavazza a közönség az ESC Radio Awards győzteseit. 2013-ban Bonnie Tyler két kategóriában volt jelölve: a legjobb dal és a legjobb női előadó kategóriában. A legjobb dal díját 12,6%-kal nyerte meg Bonnie, a második helyen a norvég Margaret Berger állt 7,5%-kal, a harmadik helyen pedig az olasz Marco Mengoni 7,1%-kal.
A legjobb női előadó díját 16,9%-kal nyerte meg, megelőzve Zlata Ohnevicset (13,8%) és a holland Anoukot (11,3%).
A dalverseny győztese, Emmelie de Forest a legjobb női előadók listáján a hatodik helyen végzett (6,5%), míg versenydala a hetedik helyen végzett (5,7%).
Ezzel az ESC Radio Awards hétéves történetében először nyert közönségdíjat brit énekes, ráadásul egyszerre kettőt is. A két gravírozott üvegtömböt Bonnie június 29-én vette át potsdami koncertje előtt.
Bonnie később az ESC Portugal Awards Karrier-díját is megnyerte, melyet részben szakmai zsűri, részben a közönség ítélt oda az énekesnőnek. A kategória négy jelöltje Anouk (Hollandia), Bonnie Tyler (UK), Cascada (Németország) és Esma Redžepova (Macedónia) volt.
A négy énekesnő közül a 12 főből álló szakmai zsűri 0 és 10 közötti pontszámai összesítése alapján került ki a nyertes. Bonnie Tyler a zsűritől összesen 39 pontot kapott, a közönségszavazatok alapján 42 pontot, s így összesen 81 ponttal ő nyerte meg az arany mikrofont formázó trófeát. A második helyezett 69 ponttal Anouk, a harmadik 32 ponttal Cascada volt, és végül Esma 18 pontot kapott.
| Év   | Ország      | Díj                   | Kategória (dal címe)        | Eredmény |
| ---- | ----------- | --------------------- | --------------------------- | -------- |
| 2013 | Németország | ESC Radio Awards      | Legjobb dal (Believe in Me) | megnyert |
| 2013 | Németország | ESC Radio Awards      | Legjobb női előadó          | megnyert |
| 2013 | Portugália  | ESC Portugal Awards   | Karrier díj                 | megnyert |
| 2014 | Portugália  | EurovisiOn Top Awards | Legjobb énekesnő            | jelölt   |

## Toplista
A svájci székhelyű grooves-inc. online zeneáruház 2013. március 3-án tette fel a kínálatba a kislemezt, másnap már a TOP100 listán a 94. helyen szerepelt, március 13-án a 12. helyen volt, március 17-én azonban már a nyolcadik helyen szerepelt az eladási listán. Legjobb pozíciója március 16-án, a második hely volt egy héten át. Az iTunes toplistás adatok a Dalverseny döntőjét követő napi helyezések állását tükrözi.
A dal az Amazon.co.uk weboldalon, a letöltési toplista Rock kategóriájában az első volt május 15. és 17. között.
| Toplista                                  | Csúcspozíció |
| ----------------------------------------- | ------------ |
| Grooves-inc.com TOP500                    | 2            |
| Amazon UK MP3 Rock Download Chart         | 1            |
| Poland Zlote Przeboje TOP20 Airplay Chart | 1            |
| UK Independent Singles TOP40 Chart        | 10           |
| Greece Love Radio Airplay Chart           | 10           |
| UK Independent Album Chart                | 13           |
| iTunes Spain Download Chart               | 82           |
| Amazon UK MP3 Pop Download Chart          | 25           |
| UK Airplay Charts                         | 24           |
| Cambridge Airplay Charts                  | 8            |
| Manx Radio Airplay Charts                 | 4            |
| BBC Radio 2 Airplay Charts                | 4            |
| BBC Radio Devon Airplay Charts            | 8            |
| UK Airplay top 200 Airplay Charts         | 62           |
| Oljo Video Hits Aus Europa                | 48           |
| Oljo Video Love Songs                     | 41           |
| Oljo Video Neue Hits                      | 37           |
| EURO 200 Bubbling Under                   | 13           |
| UK Airplay Nielsen                        | 18           |
| UK Top 100 Singles                        | 86           |
| HOT 100 UK                                | 68           |
| Top 40 UK                                 | 21           |
| Top 100 World Singles Official            | 59           |
| Top 100 Airplay World Official            | 57           |
| TopHit 100 Russia                         | 229          |

| Toplista           | Csúcspozíció |
| ------------------ | ------------ |
| Svédország         | 32           |
| Egyesült Királyság | 82           |
| Svájc              | 111          |
| Finnország         | 113          |
| Egyesült Királyság | 102          |
| Norvégia           | 104          |
| Dánia              | 125          |
| Litvánia           | 131          |
| Ausztria           | 149          |
| Németország        | 169          |
| Spanyolország      | 217          |
| Belgium            | 276          |
| Írország           | 326          |
| Szlovénia          | 392          |
| Hollandia          | 285          |
| Görögország        | 118          |
| Kenya              | 36           |
| Vietnam            | 47           |
| Magyarország       | 387          |

## Közreműködők
A lemezen közreműködők listája:
| - ének: Bonnie Tyler - producer: David Lyndon Huff - dobok: Chad Cromwell - basszusgitár: Jimmy Lee Solas - akusztikus gitár, mandolin, dobró, bendzsó: Ilya Toshinsky - elektromos gitár: Jerry McPherson | - elektromos gitár: Tom Bukavak - elektromos gitár: Kenny Greenburg - zongora, szintetizátor, B-3: Mike Rojas - vonósok: Larry Hall - háttérvokál: Jodi Marr - keverés: Justin Nie Bank |  |